# Johann Peter Paul Beier
Johann Peter Paul Beier (* 15. Juni 1769 in Loslau; † 25. Januar 1841 auf Gut Lilienthal bei Breslau) war ein preußischer Generalleutnant und zuletzt Inspekteur des Remontewesens.

## Leben

### Herkunft
Beier entstammt einfachen Verhältnissen. Sein Vater war Unteroffizier im Husarenregiment Nr. 6, seine Mutter war eine geborene Guth.

### Militärkarriere
Er wurde in einer Garnisonsschule ausgebildet. Nach seiner Schulzeit ging er am 21. April 1782 als Husar in das Husarenregiment „von Werner“ und kam nach Beuthen in Oberschlesien in die Eskadron des Obersten Froreich. Der erkannte das Talent des Jungen und schickte ihn weiter zur Garnisonsschule, wo er zum Trompeter ausgebildet wurde. Nach Beendigung seiner Ausbildung kehrte Beier 1786 als Trompeter zur Eskadron zurück. Da er auch eine schöne Handschrift lernte, wurde er zudem Schreiber der Eskadron. Während des Ersten Koalitionskrieges wurde er zum Unteroffizier und Wachtmeister befördert. Da Beier kein Geld hatte, konnte er zunächst nicht die Ausstattung, die für einen Offiziersrang notwendig war, aufbringen. Dieses übernahm dann sein Regimentschef Wolffradt für ihn.
Am 6. Januar 1796 stieg er in die Offiziersränge auf und wurde Kornett, 1798 Adjutant und am 29. März 1800 kam er als Sekondeleutnant in das Bataillon „Towarczys“, wo er hoffte, schneller aufsteigen zu können. Sein Kommandeur Johann Heinrich von Günther (ab 1803 Anton Wilhelm von L’Estocq) schickte ihn auf die Militärschule in Königsberg, wo er von 1803 bis 1805 blieb. Am 30. April 1806 wurde er zum Premierleutnant befördert. Im Vierten Koalitionskrieg kämpfte Beier in den Gefechten bei Mohrungen, Walterdorf und Braunsberg. Am 16. Februar 1807 erhielt er den Orden Pour le Mérite. Kurz danach am 12. Mai 1807 wurde er zum Stabshauptmann befördert und am 8. November 1807 in das Brandenburger Ulanen-Regiment übernommen. Am 9. Oktober 1809 wurde er Rittmeister und erhielt seine eigene Eskadron, am 11. Januar 1812 wurde er dann Major. Während der Befreiungskriege kämpfte er in den Schlachten bei 
Großgörschen, wo Beier schwer verwundet wurde und sich das Eiserne Kreuz II. Klasse erwarb. Bei Großbeeren erwarb er das Eiserne Kreuz I. Klasse. Danach nahm er an der Schlacht bei Dennewitz und Leipzig teil. Bei letzterer erhielt er den Russischen Orden der Heiligen Anna. Ferner kämpfte er bei Belle-Alliance und den Gefechten bei Thesen, Hertzogenbusch sowie den Belagerungen von Lille und Soissons. In der Zeit wurde er am 19. Januar 1819 Kommandeur des westpreußischen Ulanen-Regiments, dazu am 31. Mai 1814 Oberstleutnant. Dann am 30. Juni 1815 wurde er als Vertreter des gefangenen Obersten Lützow Führer einer Brigade. Er behielt die Stelle bis zur Auswechselung des Obersten. Am 2. Oktober 1815 erhielt er nun das Eichenlaub zum Orden Pour le Mérite und kurz danach am 8. Oktober 1815 wurde er Oberst.
Am 8. Mai 1817 wurde er dann mit der Führung der Kavalleriebrigade in Koblenz beauftragt und am 11. Oktober 1817 als Brigadekommandeur bestätigt. Am 5. September 1818 wurde er Kommandeur der 9. Kavallerie-Brigade, dazu wurde er am 28. Juni 1819 als Präses der Prüfungskommission für Portepeefähnriche der 9. Division (Deutsches Kaiserreich).
Er wurde dann am 18. Dezember 1820 als Offizier der Armee dem Kriegsministerium zur Verfügung gestellt und dort ab 25. Februar 1822 als Inspekteur des Remontewesens verwendet. In dieser Stellung folgte am 30. März 1823 seine Beförderung zum Generalmajor. Für seine Leistungen erhielt Beier am 18. Januar 1825 den Roten Adlerorden II. Klasse mit Eichenlaub und am Ende des Jahres am 2. Dezember 1825 das Dienstkreuz. Zu seinem 50-jährigen Dienstjubiläums erhielt er am 21. April 1832 den Stern zum Roten Adlerorden II. Klasse. Am 11. Dezember 1835 wurde er als Generalleutnant mit einer Pension von 2235 Talern verabschiedet. Beier war Erbherr auf Lilienthal.

### Familie
Beier heiratete am 23. September 1825 in Groß-Saalau (Ostpreußen) Marie Wilhelmine Mathilde von Berge und Herrendorff (* 23. Mai 1780 in Wopen; † 5. März 1832 in Breslau), verwitwete von Königsegg. Das Paar hatte eine Tochter (* 1829).